# Тит Манлий Торкват (консул 299 пр.н.е.)
Вижте пояснителната страница за други личности с името Тит Манлий Торкват.
Тит Манлий Торкват (на латински: Titus Manlius Torquatus) e римски политик от края на 4 и началото на 3 век пр.н.е.

## Биография
Произлиза от фамилията Манлии. Внук е на Тит Манлий Империоз Торкват, който през 340 пр.н.е. убива баща му Тит, заради неспазване на военните заповеди. Манлий е вероятно баща на Авъл Манлий Торкват Атик (консул 244 и 241 пр.н.е.) и на Тит Манлий Торкват (консул 235 и 224 пр.н.е.).
През 299 пр.н.е. Манлий е консул с Марк Фулвий Петин и получава управлението на Етрурия. При маневри с конницата той пада от коня си и след три дена умира.